# Svetlana Kitić

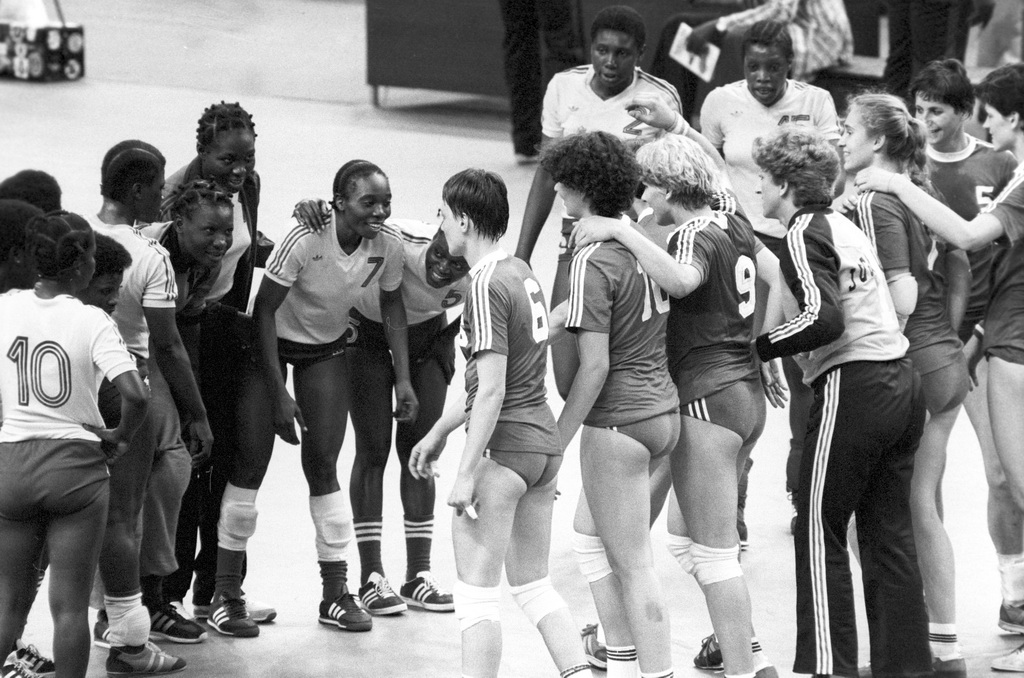
En match vid OS 1980 i Moskva mellan Kongo och Jugoslavien, där Svetlana Kitić deltog.

Svetlana "Ceca" Kitić, under en period Dašić-Kitić, född 7 juni 1960 i Tuzla i dåvarande SFR Jugoslavien, är en bosnisk före detta jugoslavisk handbollsspelare (mittnia). Hon spelade 202 landskamper och gjorde cirka 900 mål för Jugoslaviens landslag. 1988 blev den förste på damsidan att bli utsedd av IHF till Årets bästa handbollsspelare i världen. År 2010 vann hon en omröstning på IHF:s webbplats där hon utsågs till den "bästa kvinnliga handbollsspelaren genom tiderna".
Hon tog OS-silver 1980 i Moskva och därefter OS-guld 1984 i Los Angeles.

## Privatliv
Vid 19 års ålder gifte sig Kitić med den bosniske fotbollsspelaren Blaž Slišković. De skilde sig efter fyra månader. Hon gifte sig senare med handbollsspelaren Dragan Dašić 1982, men skilde sig från honom efter fyra års äktenskap. 1988 gifte hon sig med Goran Bogunović som hon har dottern Mara med, de splittrades 1990. Kitić är mamma till tre vuxna barn. Hon bor i Belgrad med sin familj.